# Incidente del Fokker F50 di Compagnie Africaine d'Aviation del 2013
Il 4 marzo 2013, un Fokker F50 operato dalla Compagnie Africaine d'Aviation su un volo cargo nazionale da Lodja a Goma, nella Repubblica Democratica del Congo, precipitò a causa del maltempo durante l'avvicinamento all'aeroporto di Goma. A bordo c'erano dieci persone, di cui sette persero la vita. Non ci furono vittime a terra, l'incidente in un'area densamente popolata.

## L'aereo
Il velivolo coinvolto nell'incidente era un Fokker F50 biturboelica, spinto da due motori Pratt & Whitney Canada PW125B; volò per la prima volta nel 1992 registrato PH-LXJ. Con il numero di serie 20270, venne consegnato ad AirUK nel 1994 e reimmatricolato G-UKTE. Questa registrazione venne mantenuta dopo il rebranding di Air UK in KLM uk nel 1998. KLM Cityhopper reimmatricolò l'aereo PH-LXJ nel 2003 e lo restituì al locatore nel 2010. Nel marzo dello stesso anno venne reimmatricolato 9Q-CBD e consegnato a Compagnie Africaine d'Aviation. L'aereo aveva 20 anni al momento dell'incidente.

## L'incidente
Il velivolo era a due minuti dall'atterraggio all'aeroporto di Goma su un servizio cargo proveniente dall'aeroporto di Lodja, 640 chilometri a ovest di Goma. Alle 17:55 ora locale, il velivolo si schiantò al suolo nel centro della città. Non erano state effettuate richieste di soccorso prima dell'incidente.
A bordo dell'aereo c'erano dieci persone, tra cui almeno cinque dipendenti della compagnia aerea e cinque passeggeri. Tutti e cinque i dipendenti rimasero uccisi nell'incidente. Ad eccezione del pilota, un cittadino russo di 46 anni di nome Alexander Bazhenov, i morti erano tutti originari del Congo. Il console russo presso la Repubblica Democratica del Congo confermò che a bordo c'era un cittadino russo.